# Cyaniris jugurtha
Cyaniris jugurtha är en fjärilsart som beskrevs av Hans Fruhstorfer 1910. Cyaniris jugurtha ingår i släktet Cyaniris och familjen juvelvingar. Inga underarter finns listade i Catalogue of Life.